# Якуб Лоренц-Залеський
Якуб Лоренц-Залеський (Залеський — псевдонім) (в. -луж. Jakub Lorenc-Zalěski, нар. 18 липня 1874, Радібор, Німеччина — 18 лютого 1939, Берлін, Німеччина) — лужицький письменник, публіцист і антифашистський громадський діяч. Дід лужицького письменника Кіто Лоренца.

## Біографія
Народився 18 лютого 1874 року в лужицькому селі Радібор в багатодітній родині. У 1887 році вступив в католицьку семінарію в Баутцені, з якої пішов рік по тому. У 1889 році вступив в німецьку школу в празькому районі Мала Страна. Після закінчення школи вступив до Лужицької семінарії, де навчався протягом двох років. Під час свого навчання був членом лужицького студентського братства «Сербовка».
З 1891 року навчався в ремісничому училищі разом зі своїм старшим братом. Відслуживши в армії, став працювати з 1885 року лісником в Західній Німеччині. В кінці Першої світової війни повернувся в Лужицю, де купив лісопилку, яка розташовувалася недалеко від станції на залізничній лінії Берлін-Герліц. Дохід від лісопилки дозволив Якубу Лоренц-Залеському займатися літературною діяльністю. В цей час він публікував свої літературні твори та публіцистику в лужицьких газетах «Serbski Dźenik».
У 1924 році був одним із засновників лужицької політичної партії «Serbska ludowa strona» (Лужицька народна партія, сьогодні — регіональна партія «Лужицкий альянс»). Був головою цієї партії до 1933 року, коли до влади в Німеччині прийшли націонал-соціалісти. У 1925 році взяв участь в Конгресі національних меншин в Женеві. У Цьому ж році взяв собі псевдонім свого польського друга польського політика Аугуста Залеського, який в той час був послом Польщі в Швейцарії. Брав участь в конференціях Ліги націй, представляючи інтереси європейських національних меншин Німеччини.
З 1924 року по 1934 рік був головою Сербського літературного товариства. У 1933 році після приходу до влади націонал-соціалістів був заарештований за свою діяльність на короткий час. Дав обіцянку не займатися політичною діяльністю, після чого емігрував до Чехословаччини. У 1938 році в зв'язку з хворобою повернувся разом з дочкою в Німеччину, де помер в Берліні 18 лютого 1939 року.

## Літературна діяльність
У 1892 році вперше опублікував свій перший твір у літературному журналі «Łužica». Після повернення в Лужицю в кінці Першої світової війни писав оповідання та повісті, які публікував у лужицьких літературних журналах. У 1931 році опублікував роман "Kupa zabytych. Roman jedneje pytaceje duše ", який вважається першим твором сучасного лужицького роману. У 1932 році почав писати роман «W putach wosuda» (В оковах долі), який не був закінчений.

### Основні твори
- «Острів забутих» («Kupa zabytych. Roman jedneje pytaceje duše»), 1931.
- «Wostašan. Powědańcko ze starych serbskich stawiznow», Budyšin 1937.
- «Serbscy rjekowje. Zběrka wubranych spisow» Volk und Wissen, Berlin 1957.
- «Kifko», посмертне видання. Ludowe nakładnistwo Domowina, Budyšin.

## Пам'ять
- Ім'я Якуба Лоренц-Залеського носить одне з регіональних відділень організації Домовіна[2].